# 공익 특허
공익 특허(Public Profit Patent)는 출원인 혹은 발명인이 권리를 소유하고 있으면서 특허법 시행령상 통상실시권을 부여하기 위해 공공에 공개하는 특허를 총칭한다.

## 용도
일반적으로 특허권의 만료기간은 등록시 20년, 실용신안권은 10년이다. 발명을 공공의 이익을 위해 공개하는 용도로 쓰이며, 조기공개하거나 출원만 하고 등록을 취하하거나, 출원인이 심사청구를 하지 않는다. 이 경우 공개 공보로 남아 누구나 사용 및 실시할 수 있고, 권리는 원 출원자 혹은 발명인에게 있다.
특허의 목적이 국가산업진흥에 있다는 점에서 원론적 장점이 있지만, 지식 재산권의 재산이라는 독점적 의미가 퇴색되는 단점이 있다. 그 무엇보다도 누구나 사용할 수 있으나 누구도 독점하지 못한다는 점이 상존한다.